# Moacir Pereira (treinador de futebol)
Moacir Pereira (Nova Lima, 8 de abril de 1961) é treinador de futebol brasileiro. atualmente sem clube.

## Carreira
Moacir começou como auxiliar técnico no Vila Nova de Minas Gerais, sendo que depois estreou como treinador na mesma equipe. depois retomou como auxiliar técnico no Cruzeiro. e de Ney Franco, no Ipatinga FC, Flamengo, Atlético Paranaense, Botafogo e Coritiba. sendo que no Coxa continuou a ser assistente, mas saiu para voltar a ser treinador de futebol, onde comandará o Daegu, da Coreia do Sul.